# Epopterus clara
Epopterus clara is een keversoort uit de familie zwamkevers (Endomychidae). De wetenschappelijke naam van de soort werd in 1874 gepubliceerd door Henry Stephen Gorham.